# ماكسيلي
ماكسيلي (بالجورجية: მაჭახელი، Mač’axeli)، (بالتركية: Maçahel)‏ هي منطقة جغرافية تاريخية تقع في أجاريا، وتمتد على طول وادي نهر ماتشاخليستسكالى بين تركيا وجورجيا. توجد 23 قرية مأهولة في هذا الوادي، بسبب أهميته البيئية وتنوعه النباتي والحيواني وقيمته الثقافية، فكُلًا من الحكومتين التركية والجورجية تحميان أجزاء الوادي التابعة لكل منهما.

## التاريخ
عُرفت ماكسيلي قديمًا باسم (بالجورجية: მიჭიხიანი؛ Michikhiani) والتي كانت جزءًا من المملكة الجورجية حتى تفككها في أواخر القرن الخامس عشر، ثم انتقلت تحت إمارة سامتسخه-ساتاباغو شبه المستقلين التابعات لسيطرة الأتابكة من عائلة جاقلي، من ثم خضعت لحكم السلطان العثماني محمد الثاني عام 1479. لم يظهر النفوذ العثماني حتى سبعينيات القرن السادس عشر. في عام 1563 اعتنق حاكم ماكسيلي الإسلام الذي يُحتمل أنه من عشيرة شاليكاشفيلي، وانضم إلى الصفوف العثمانية تحت اسم لاغفيش أحمد، كانت ماكسيلي قضاءً تابعة لـسنجق ليفانة بعد التقسيم العثماني.
اشتهرت المنطقة بإنتاجها للبنادق المعروفة باسم "ماتشاخيلا" من أواخر القرن الثامن عشر حتى منتصف القرن التاسع عشر. خضعت ماكسيلي بشكل متقطع لسيطرة الإمبراطورية الروسية خلال حروبها المتعددة مع الدولة العثمانية. بعد ترسيم الحدود الجديدة بين تركيا والاتحاد السوفيتي وتركيا وجورجيا عام 1921، قُسمت ماكسيلي بين الدولتين.

## الجغرافيا
يقع الجزء التركي من الوادي والمعروف باسم ماكسيلي العليا ضمن منطقة بورشكا في محافظة أرتوين. يضم هذا الجزء ست قرى تحمل أسماء تركية رسمية وأخرى جورجية غير رسمية: جاميلي (خرتفيسي)، دوزينلي (زيدفاكي)، إيفيلر (إبراتي)، كايالار (كفابيستافي)، مارالكوي (ميندييتي) وأوغوركوي (أكريا). أُعيد تسمية خرتفيسي المركز الرئيسي لماكسيلي إلى "جاميلي" عام 1925، وأصبح المحيط معروفًا أيضًا باسم جاميلي. تشتهر المنطقة في تركيا بممارسات تربية النحل المكثفة وجودة العسل العالية التي تنتجها. في عام 2005 أصبحت جاميلي المحمية الحيوية الوحيدة في تركيا المعترف بها من قبل اليونسكو.
عُرف الجزء الجورجي باسم ماكسيلي السفلى، وهو جزء من بلدية خيلفاشاوري في جمهورية أجاريا ذاتية الحكم في جورجيا، ويضم اثنتي عشرة قرية، بما في ذلك زيدا تشخوتونيتي، كفيدا تشخوكانيتي، تشيكونيتي، تسخيملارا، سكورديدي، أتشاري ساغمارتي، كيدكيدي، سيندييتي، تشانيفري، غور-غادزيتي وسابوتكريتي. تشتهر المنطقة بسمك السلمون المرقط المستوطن فيها. تحتوي المنطقة على نصب بندقية ماتشاخيلا، قلعة غفارا، شلال وجسر ميرفيتي الحجري الذي يعود إلى القرن الثاني عشر، قطعة مدفعية من حقبة الحرب العالمية الثانية، ومتحف ماكسيلي الإثنوغرافي. في يوليو 2012 أنشأت جورجيا حديقة ماكسيلي الوطنية ووقعت خطة عمل للتعاون عبر الحدود مع تركيا، برعاية الولايات المتحدة، لمعالجة القضايا البيئية في المنطقة.

## أنظر أيضا
- شفشات